# Sydney Freight Terminal
Sydney Freight Terminal (svenska: Sydneys godsterminal) är en containerterminal belägen i Chullora, som är en förort till staden Sydney i New South Wales i Australien. Terminalen används av järnvägsbolaget Pacific National för att lasta om contrainrar från tåg till lastbil och tvärtom, även upplag av containrar sker på terminalen. Under 2003 och 2004 byggdes terminalen ut då anläggningen anpassades efter gaffeltruckar, terminalens portalkranar fick utökat arbetsområde och även nya järnvägsspår byggdes. Sydney Freight Terminal ligger nära järnvägsknuten Enfield West, som ansluter till godsbanorna Metropolitan Goods Line samt Southern Sydney Freight Line.
I juni 2013 beställdes två spårbundna portalkranar från Konecranes. Kranarna, som kostade 30 miljoner australiska dollar (ungefär 190 miljoner svenska kronor) vardera, invigdes den 27 februari 2015 och fördubblade terminals kapacitet från 300 000 till 600 000 TEU:s om året. Till följd av detta har bland andra Liverpools borgmästare hävdat att det inte finns anledning att bygga Moorebank Intermodal Terminal. Utökning av Sydney Freight Terminals kapacitet till 800 000 TEU:s om året är möjlig.